# Стави (річка)
Стави́ — річка в Україні, в межах Корецького та Березнівського районів Рівненської області. Ліва притока Случі (басейн Прип'яті).

## Розташування
Бере початок із джерел за 2 км на південний захід від села Сапожина. Спочатку тече на північ та північний захід, потім повертає на північний схід, а неподалік від гирла — знову на північ та північний захід. Впадає в Случ на північний захід від смт Соснового. 

## Опис
Довжина річки 49 км, площа басейну 592 км². Долина завширшки до 4 км, її глибина до 15 м. Заплава двостороння (завширшки до 200—250 м), заболочена. Річище звивисте, на значній протяжності випрямлене; завширшки до 12 м, завглибшки 1—1,6 м. Похил річки 1,4 м/км. Є ставки.

## Притоки
Ліві:
- Річка без назви -  річка у Гощанському і Корецькому районах. Довжина річки 11 км, похил річки 3,3 м/км. Формується з багатьох безіменних струмків та водойм. Площа басейну 56,5 км². Бере початок на північному заході від Світанку. Тече переважно на північний схід через Андрусіїв  і у Невіркові впадає у річку Стави, ліву притоку Случі. Населені пункти вздовж берегової смуги: Липки, Вовкошів.[1]

Праві:
- Вороб'ївка
- Клецька
- Глибочанка
- Річка без назви - річка в Корецькому районі. Довжина річки 15 км, похил річки 1,9 м/км, площа басейну водозбору 56,2 км². Річка формується багатьма безіменними струмками, загатами та частково каналізована. Бере початок на північно-східній околиці села Даничів. Тече переважно на північний захід через Залізницю, Коловерти, Щекичин і на південно-східній околиці Малої Совпи впадає в річку Стави.[2]